# Адам Речеї
Барон Адам Речеї (угор. Récsey Ádám; 1775, Ігіу, Алба — 26 жовтня 1852, Відень) — угорський політик, займав посаду прем'єр-міністра Угорщини в період з 3 жовтня і 7 жовтня під час революції 1848 року. Почесний громадянин Львова.

## Біографія
У 1789 році вступив на службу до австрійської армії. Відзначився під час кампанії проти Голландії (1793—1794) і Італії (1796—1801), за що був проведений в підполковники.
Учасник кампанії 1812 року проти Росії, воював в австрійському допоміжному корпусі Великої Армії Наполеона. У 1813 році брав участь в боях при Дрездені, Кульме і Битві народів під Лейпцигом.
У 1839—1846 роках командував військами в Галичині, брав участь в придушенні національно-визвольного руху в 1846 році. Отримав почесне громадянство міста Львова. Фельдцейхмейстер з 1846 р
Під час революції 1848—1849 років Фердинанд I Габсбург призначив його прем'єр-міністром на противагу призначеному ним же законному прем'єру Лайоша Баттьяні. Пішов у відставку, коли спалахнуло повстання у Відні.